# Sylvia Pankhurst
Estelle Sylvia Pankhurst (Manchester, 5 de Maio de 1882 — Adis Abeba, 27 de Setembro de 1960), filha de Emmeline Pankhurst, foi uma militante do movimento de sufrágio feminino e comunista proeminente

## Primeiros anos
Estelle Sylvia Pankhurst (mais tarde abandonou o seu primeiro nome) nasceu em Manchester, filha de Richard Pankhurst, um advogado, e de Emmeline Pankhurst. Ambos os seus pais eram membros do Partido Trabalhista Independente e preocupavam-se com a questão dos direitos das mulheres. Sylvia e as suas irmãs frequentaram a Manchester High School For Girls. As suas irmãs, Christabel e Adela também se tornaram sufragistas. Sylvia estudou Arte na Manchester School of Art e em 1900 conseguiu uma bolsa de estudos para a Royal College of Art em South Kensington, Londres. Em 1907, Sylvia visitou algumas cidades industriais do Norte de Inglaterra e da Escócia onde pintou mulheres da classe trabalhadora nos seus locais de trabalho.

## Sufragista
Em 1906, Sylvia Pankhurst começou a trabalhar a tempo inteiro na Women's Social and Political Union (WSPU), em conjunto com a sua irmã Christabel e a sua mãe. Porém, ao contrário delas, manteve a sua afiliação com o movimento trabalhista e concentrou a sua atividade em campanhas locais com a Federação do Este de Londres da WSPU, ao invés de liderar a organização a nível nacional. Sylvia Pankhurst escreveu vários artigos para o jornal da WSPU, o Votes for Women e, em 1911, publicou um livro de teor propagandista da História da campanha da WSPU: The Suffragette: The History of the Women's Militant Suffrage Movement.
Em 1914, Sylvia estava cada vez mais descontente com o rumo que a WSPU estava a tomar: enquanto que a WSPU se tinha tornado independente de qualquer partido político, Sylvia queria que fosse uma organização explicitamente socialista a lidar com as questões do sufrágio feminino. Nesse ano, ela abandonou a WSPU e criou a sua própria organização sufragista, a East London Federation of Suffragettes (ELFS) que, ao longo dos anos, mudou o seu nome para Women's Suffrage Federation (WSF) e, por fim, para Worker's Socialist Federation. Ela criou o jornal da WSF, o Women's Dreadnough que mais tarde se tornou o Worker's Dreadnought. A sua organização manifestou ser contra o envolvimento do Reino Unido na Primeira Guerra Mundial.

## Primeira Guerra Mundial

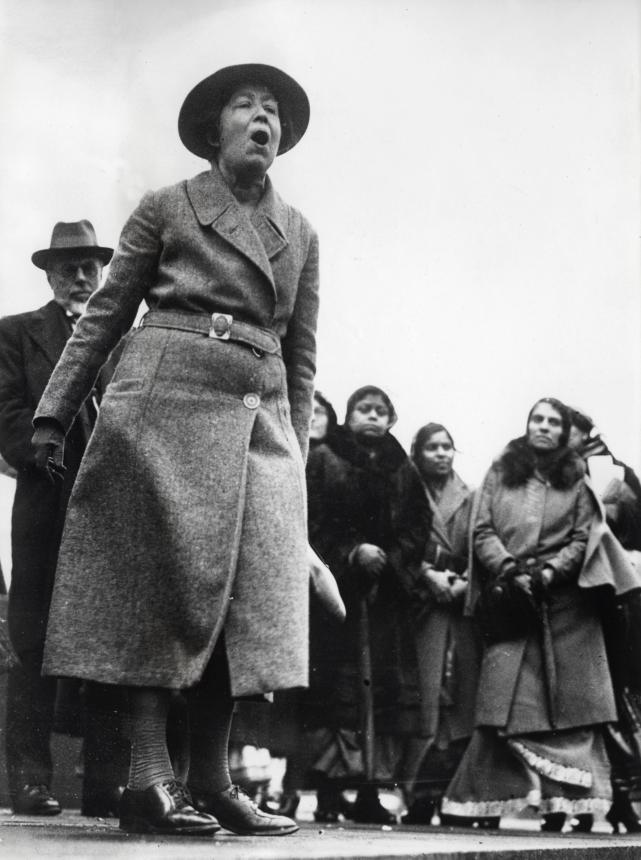
Sylvia Pankhurst numa manifestação contra a política inglesa na Índia.

No decorrer da Primeira Guerra Mundial, Sylvia ficou chocada ao ver que a sua mãe e a sua irmã se tornaram apoiantes entusiastas do esforço de guerra e fizeram campanhas a favor da conscrição militar. Sylvia sempre manifestou ser contra a guerra e a sua organização tentou trabalhar na defesa das mulheres nas zonas mais pobres de Londres. Este trabalho incluiu a criação de restaurantes económicos para alimentar os mais carenciados sem que tal parecesse um acto de caridade. A organização também criou uma fábrica para empregar mulheres que tinham perdido o emprego devido à guerra.
Sylvia também trabalhou na defesa de subsídios adequados para as esposas dos soldados enquanto os seus maridos se encontravam a lutar na guerra através da criação de centros de aconselhamento legal e de campanhas para obrigar o governo a considerar a pobreza das mulheres dos soldados. Ela apoiou a Liga Internacional de Mulheres pela Paz e Liberdade, apoio esse que lhe custou alguns dos seus aliados no país-Natal. Este apoio também contrastou com a posição da sua mãe e da sua irmã que, após a Revolução Russa de 1917, viajaram para a Rússia para convencer o país a não se retirar da guerra.

## Comunismo

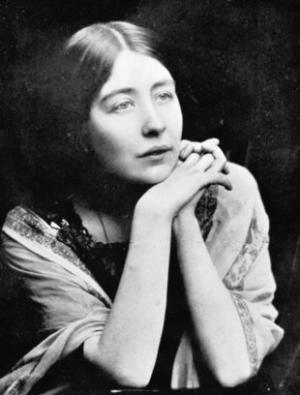
Sylvia Pankhurst em 1910.

A WSF foi-se identificando cada vez mais com os ideais de esquerda e a primeira reunião do Partido Comunista inglês teve lugar na sua sede. Nesta reunião, foi distribuído o texto "A Constitution for British Soviets" (Uma Constituição para os Sovietes Britânicos) da autoria de Sylvia Pankhurst. Neste texto, Sylvia destacou o papel dos Sovietes Caseiros: "Para que as mães e as organizadoras da vida doméstica da comunidade possam ser representadas de forma adequada e ocupem a sua devida posição na gestão da sociedade, deve criar-se um sistema de Sovietes Caseiros".
O Partido Comunista inglês opunha-se ao parlamentarismo, o que contrastava com a posição do recém-formado Partido Socialista Britânico que se tornou no Partido Comunista da Grã-Bretanha em 1920. O Partido Comunista inglês acabou por se diluir no Partido Comunista oficial, porém este novo partido teve curta duração e quando a sua liderança propôs que Pankhurst cedesse a sua organização a Workers Dreadnought ao partido, ela revoltou-se. Em consequência da sua revolta, Sylvia foi expulsa do Partido Comunista e criou o Partido dos Trabalhadores Comunistas, que também durou pouco tempo. Nesta altura, Sylvia tinha aderido ao comunismo de conselhos e esteve presente em reuniões da Internacional Comunista na Rússia e em Amesterdão e do Partido Socialista Italiano.

## Parceiro e filho
Sylvia Pankhurst opunha-se à ideia de entrar num contrato de casamento e de adotar o nome do marido. Perto do final da Primeiro Guerra Mundial, foi viver com o anarquista italiano Silvio Corio em Woodford Green, onde permaneceu durante mais de 30 anos.
Em 1927, aos 45 anos, Sylvia deu à luz o seu único filho, Richard, que considerava ser um triunfo da eugenia uma vez que tinha nascido de pais saudáveis e inteligentes. Uma vez que ela se tinha recusado a casar com o pai da criança, a sua mãe ficou em choque e as duas nunca mais se voltaram a falar. O escândalo provocado pelo nascimento de um filho fora do casamento debilitou ainda mais a saúde de Emmeline Pankhurst que faleceu menos de um ano depois do nascimento do neto.

## Apoiante da Etiópia
No início da década de 1930, Sylvia afastou-se da política, mas continuou a estar envolvida em movimentos relacionados com o antifascismo e o anticolonialismo. Em 1932, ela desempenhou um papel essencial na criação do Socialist Workers' National Health Council. Em 1936, manifestou-se contra a invasão italiana da Etiópia com a criação do jornal The New Times and Ethiopian News e apoiou Halie Selassie. Ela angariou fundos para o primeiro hospital universitário da Etiópia e escreveu vários textos sobre a arte e a cultura do país. A sua pesquisa foi mais tarde reunida e publicada no livro Ethiopia: a Cultural History.
A partir de 1936, o MI5 começou a monitorizar a correspondência de Sylvia Pankhurst. Em 1940, ela escreveu ao Viconde Swinton, o diretor de um comité que investigava comunistas, e acrescentou uma lista de fascistas ativos que ainda se encontravam a monte e de antifascistas que se encontravam internados. Nos arquivos do MI5 encontra-se uma cópia desta carta com uma nota de Swinton escrita à mão que diz: "Penso que esta é uma fonte de informação muito duvidosa".

## Morte
Sylvia Pankhurst morreu no ano de 1960 em Adis Abeba aos 78 anos. Recebeu um funeral com honras de Estado no qual Haile Selassie a considerou uma "etíope honorária". Ela é a única estrangeira enterrada na Catedral da Santíssima Trindade em Addis Ababa numa secção reservada a patriotas da guerra italiana.

## Obras publicadas
- The Suffragette: The History of the Women’s Militant Suffrage Movement
- The Home Front
- Soviet Russia as I saw it, Workers' Dreadnought
- The Suffragette Movement: An Intimate Account of Persons and Ideals
- A Sylvia Pankhurst Reader
- Non-Leninist Marxism: Writings on the Workers Councils
- Delphos or the Future of International Language